# St Clair (lago)
El lago Saint Clair o St Clair (del inglés: Lake St Clair) es un lago australiano de agua dulce situado en las Tierras Altas Centrales de Tasmania. Forma parte del Parque nacional Cradle Mountain-Lake St Clair. El lago tiene una profundidad máxima de 215 m lo que le hace el lago más profundo de Australia y también el más profundo del mundo creado por la acción de los glaciares.
El gobierno de Tasmania ha decidido permitir el desarrollo dentro de las áreas de los parques y zonas protegidas. Gracias a lo cual se ha concedido un permiso inicial para el establecimiento de un resort ecológico en Pumphouse Point en el lago St Clair.